# (669535) 2012 XR157
(669535) 2012 XR157 est un objet transneptunien faisant partie des twotinos. 

## Caractéristiques
2012 XR157 mesure environ 220 km de diamètre, ce qui le qualifie comme un candidat au statut de planète naine.